# Sărbenitsa
Sărbenitsa (bulgariska: Сърбеница) är ett berg i Bulgarien.   Det ligger i regionen Sofijska oblast, i den västra delen av landet, 40 km norr om huvudstaden Sofia.